# 野村直矢
野村 直矢（のむら なおや、1983年11月3日 - ）は、日本の元ラグビー選手。  

## プロフィール
- 埼玉県深谷市出身。
- 現役時代のポジションは、スタンドオフ(SO)、センター(CTB)。
- 身長 179cm、体重 84kg
- ニックネームは「ノム」。

## 経歴
埼玉工大深谷高校、法政大学を経て、サントリーに2006年入社。
埼玉工大深谷ラグビー部では1～3年すべて花園に出場。3年時は副将として花園ベスト16。
法政大学では3年時に関東リーグ戦優勝を経験。翌年には主将に選出された。
代表歴はU21日本代表、U23日本代表、日本A代表。
2008年には日本代表候補にも選ばれている。サントリーの同期である篠塚公史とは高校、大学ともに同じ。
2014年に現役を引退し、2024年現在東京サントリーサンゴリアスのチームディレクター兼採用をしている。